# Teatro suffragista

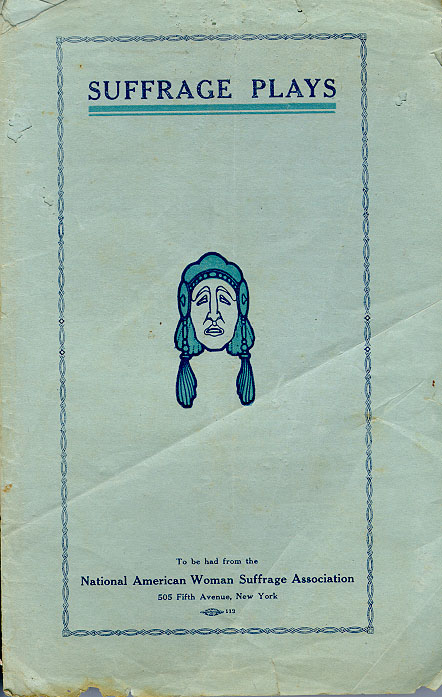
Opuscolo della National American Woman Suffrage Association sugli spettacoli suffragisti

Il teatro suffragista (in lingua originale suffrage drama, suffrage plays o suffrage theatre) è una forma di letteratura teatrale emersa durante il movimento britannico per il suffragio femminile all'inizio del XX secolo. Gli spettacoli suffragisti durarono approssimativamente dal 1907 al 1914. Molte opere sul suffragio richiedevano un cast tutto al femminile o in prevalenza tale. Le piéce suffragiste sono servite a svelare i problemi dietro il movimento per il suffragio. Queste opere hanno anche rivelato molti dei doppi standard che le donne affrontavano quotidianamente. Il teatro suffragista è stata una forma di teatro realista, influenzato dalle opere di Henrik Ibsen. Esso combinava situazioni quotidiane familiari e personaggi in cui immedesimarsi nello stile del teatro realista.

## Teatro a favore del suffragio femminile
I drammi sul suffragio a favore del movimento femminile spesso ritraggono personaggi femminili forti che dimostrano le qualità di elettori razionali e informati. Hanno lo scopo di veicolare l'obsolescenza e l'infondatezza degli stereotipi di genere che giustificavano la negazione del voto alle donne, come la filosofia delle sfere separate. Tali personaggi spesso convincono uomini o donne anti-suffragismo a rivedere le proprie convinzioni e a sostenere il suffragio femminile. Altre commedie mettono sotto satira gli anti-suffragette come buffoni o individui dalla mentalità ristretta che si oppongono al progresso. Molti di questi spettacoli richiedevano deliberatamente pochi oggetti di scena e nessun set, ciò per consentire alle compagnie di teatro amatoriale di mettere in scena i drammi a un costo minimo, permettendo di essere rappresentati in modo più capillare e diffondere meglio il loro messaggio politico. A causa del basso costo dell'organizzazione di uno spettacolo, le rappresentazioni suffragiste venivano spesso allestite nei salotti di residenze private e in piccoli teatri professionali.

### Regno Unito
Durante il movimento per il suffragio nel Regno Unito, furono pubblicate diciotto brevi opere teatrali che sono state etichettate come drammi per il suffragio femminile ma queste rappresentano solo alcune delle numerose piéce con gli stessi temi. La "Cronologia delle opere teatrali che affrontano o supportano le questioni relative al suffragio 1907-1914" di Susan Croft ne elenca 170, una cifra ulteriormente integrata da ulteriori opere teatrali, scoperte dopo la pubblicazione, elencate online. Votes for Women di Elizabeth Robbins e How the Vote Was Won di Cicely Hamilton e Christopher St. John sono due esempi predominanti di testi suffragisti. Votes for Women di Elizabeth Robins è stata una delle prime opere teatrali sul suffragio femminile pubblicate. Fu rappresentata nel 1907 al Court Theatre di Londra. Julie Holledge, attrice e regista britannica, ha scritto che Votes for Women "ha annunciato l'inizio di un teatro per il suffragio" e ha aiutato a far organizzare le attrici e "il loro coinvolgimento nel movimento per i diritti delle donne e la loro insoddisfazione per un teatro dominato dagli uomini, queste donne avevano iniziato a sviluppare un teatro che potesse esprimere la realtà della vita delle donne... Con l'emergere del movimento per il suffragio di massa nell'era edoardiana, oltre un migliaio di attrici furono spinte nella lotta per il voto alle donne. Dalla loro lotta nacque il primo 'movimento teatrale femminile del ventesimo secolo'".
I personaggi di questi testi teatrali erano realistici, personaggi della classe media che si battevano a favore o contro il suffragio femminile. Spesso presentavano personaggi femminili che parlavano tra loro del movimento per il suffragio e infrangevano i confini tra le classi. Le opere suffragiste portarono alla formazione, nel 1908, della Actresses' Franchise League che "forniva l'infrastruttura per promuovere le iniziative delle donne su larga scala".
Le suffragiste usavano il teatro per creare cambiamenti nell'attitudine della società. Assistere a uno spettacolo teatrale era un evento sociale e comunitario, quindi il loro messaggio raggiungeva un pubblico vasto in un breve lasso di tempo. Alcune suffragiste avrebbero detto: "un cambiamento nella legislazione è stato attribuito alla produzione di un'opera teatrale". Le commedie per il suffragio erano una fonte di ottimismo per il movimento per il suffragio femminile. Il teatro del suffragio ha dato per la prima volta risalto ai ruoli e alle questioni delle donne e ha fortemente influenzato il movimento per il suffragio femminile.
Il teatro ha svolto un ruolo cruciale nel movimento per il suffragio femminile del Regno Unito. Organizzazioni di attori a favore del suffragio come The Actresses' Franchise League e le Pioneer Players di Edith Craig si sono formate accanto a più entità politiche come la National Society for Women's Suffrage per portare avanti una campagna per il voto usando drammi e conferenze. Solo le attrici potevano entrare a far parte della Actresses' Franchise League. Tuttavia, l'AFL promise di "assistere tutte le altre leghe [del suffragio femminile] ove possibile" creando ed eseguendo "spettacoli di propaganda" e ospitando conferenze informative sull'argomento. Il Regno Unito ha ospitato molti dei principali drammaturghi suffragisti, tra cui Cicely Hamilton (autrice di Diana of Dobson's), George Bernard Shaw (Press Cuttings), Beatrice Harraden (Lady Geraldine's Speech) e Bessie Hatton (Before Sunrise). Opere riguardanti il movimento per il suffragio femminile continuano ad essere scritte e rappresentate in età contemporanea in Gran Bretagna, come Woman (2003) di Ian Flint, Her Naked Skin (2008) di Rebecca Lenkiewicz e The Sound of Breaking Glass (2009) di Sally Sheringham.
Anche le organizzazioni e le riviste britanniche per il suffragio hanno mostrato interesse per la posizione delle donne in India e le rappresentazioni suffragiste in Gran Bretagna prevedevano tableaux di donne indiane, eseguite a Sloane Square, mentre Votes for Women ha recensito spettacoli come Chitra di Tagore.

### Stati Uniti d'America

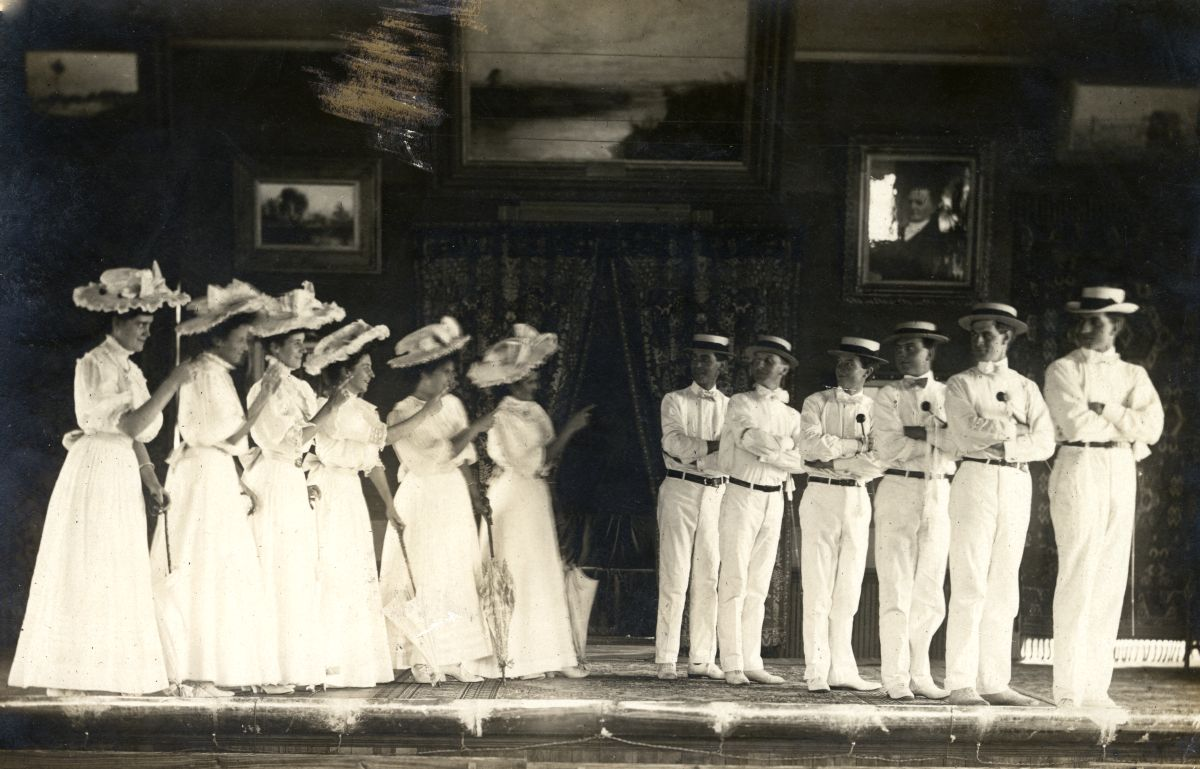
Cast dell'opera teatrale Women, Women, Women, Suffragettes, Yes, eseguita nel 1900 dalla Koreshan Unity

Sebbene molti drammi sul suffragio siano stati scritti da autori e drammaturghi britannici, un certo numero di drammaturghi statunitensi ha contribuito al corpus complessivo delle opere teatrali a favore del suffragio. Molti di questi autori erano ben noti a pieno titolo: Charlotte Perkins Gilman fu autrice di Three Women, Something to Vote For, The Ceaseless Struggle of Sex: A Dramatic View, e la suffragista e corrispondente della prima guerra mondiale Inez Milholland scrisse If Women Voted. Organizzazioni come la National American Woman Suffrage Association vedevano il teatro come un mezzo efficace per diffondere sentimenti a favore del suffragio e fornivano drammi suffragisti a teatri professionali e amatoriali. Tra gli altri drammaturghi americani che hanno contribuito al genere si annoverano Miriam Nicholson, Elizabeth Gerberding, Salina Solomon e Charles Caffin. Sebbene il movimento del teatro suffragista sia iniziato ufficialmente solo all'inizio del XX secolo, alla fine del XIX secolo furono pubblicate opere dai temi simili, come Lords of Creation di Ella Cheever Thayer. Sfortunatamente molti dei drammi sul suffragio diffusi dalla NAWSA sono andati perduti e l'unica prova della loro esistenza è stata trovata negli opuscoli superstiti.

## Teatro anti-suffragio
Alcuni dei primi spettacoli per affrontare la questione del suffragio femminile furono scritti in opposizione all'estensione del voto. Queste commedie mettevano in satira la nozione dei ruoli di genere rivisitati (e più equi) ritraendo le donne come incapaci di influenzare gli uomini o caratterizzando le suffragette come grottesche e "non femminili". Sono state condotte poche ricerche sulla diffusione o sulla popolarità di queste commedie anti-suffragio. Un esempio notevole che è passato da piccoli spettacoli da salotto (come le commedie a favore del suffragio interpretate da attori dilettanti) a una popolarità diffusa negli Stati Uniti è The Spirit of Seventy-Six; o, The Coming Woman, A Prophetic Drama (1868) di Ariana Randolph Wormeley Curtis e Daniel Sargent Curtis. La commedia è stata scritta dopo la guerra civile, poiché molti abolizionisti stavano iniziando a spostare la loro attenzione su questioni sociali diverse, come lo stesso suffragio femminile. Lo spettacolo vuole essere una fantasia paradossale che descrive come sarebbe la vita se donne e uomini si scambiassero i ruoli di genere. Ad esempio, le donne nella commedia indossano abiti da uomo, fumano sigari e ricoprono tutte le cariche politiche mentre gli uomini faticano per prendersi cura dei bambini in casa. Lo spettacolo implica che concedendo il diritto di voto alle donne sarebbero divenute tutte orribilmente mascoline e suggerisce che gli attivisti del suffragio radicale facciano campagna per "coprire la propria indesiderabilità o incompetenza".

## Elenco parziale di opere teatrali suffragiste
- How the Vote Was Won di Cicely Hamilton e Christopher St John
- Votes for Women di Elizabeth Robins
- Lady Geraldine's Speech di Beatrice Harraden
- A Chat with Mrs Chicky and Miss Appleyard's Awakening di Evelyn Glover
- A Woman's Influence di Gertrude Jennings
- The Apple di Inez Bensusan